# Festlaufen
Von Festlaufen spricht der Nautiker, wenn ein Schiff oder Boot während der Fahrt mit dem Kiel im flachen Meeresboden oder an einer Sandbank steckenbleibt. In der Umgangssprache spricht man auch von „Auflaufen“.
Von Klippen abgesehen, tritt in den meisten Fällen kein Schaden ein, wenn die Fahrt nicht zu groß war. Das Schiff lässt sich dann in der Regel bei der nächsten Flut wieder „flottmachen“.
Vor der Gefahr des Festlaufens schützt unter anderem die Beachtung von Gefahrenstandlinien bzw. von Anmerkungen im örtlichen Seehandbuch sowie das aufmerksame Beobachten des Echolots.